# Enlightenment
Enlightenment, també conegut simplement com a E, és un gestor de finestres de composició per al sistema X Window. Des de la versió 0.20, Enlightenment també és compatible amb Wayland. S'inclou amb algunes distribucions de Linux com ara Bodhi Linux i Pentoo.
Enlightenment és només un gestor de finestres en essència; tanmateix, amb molts mòduls inclosos, es pot ampliar per semblar-se a un entorn d'escriptori complet. Des de la versió 0.17 (E17), Enlightenment s'ha escrit amb les Enlightenment Foundation Libraries (EFL), i el projecte Enlightenment també escriu un conjunt d'aplicacions amb EFL.

## Ús
Bodhi Linux es va construir al voltant de l'escriptori Enlightenment 17, però el va bifurcar per crear l'escriptori Moksha.
Elive Linux també va utilitzar una bifurcació d'E17 com a entorn d'escriptori principal fins al 2019, quan es va llançar la sèrie 3.7. També inclou E16 i té plans futurs per integrar la nova versió E26.
Una revisió de l'E16 del 2011 va descobrir que era altament personalitzable, amb configurabilitat per finestra, compatibilitat amb escriptoris virtuals amb un espai de pantalla molt més gran que la mida del monitor, i que "gairebé tot es pot fer amb el teclat". Tot i que l'aspecte va ser elogiat, l'entorn d'escriptori va ser criticat per ser una mica inestable a causa d'errors de l'època. Tot i que l'E16 es podia utilitzar com a gestor de finestres per al GNOME o el KDE, la revisió va trobar que tenien poca compatibilitat.